# Oh Ha-na
Oh Ha-na (Seongnam, 8 gennaio 1985) è una schermitrice sudcoreana, specializzata nel fioretto.

## Biografia
Ha conquistato una medaglia di bronzo ai giochi olimpici di Londra 2012 nel fioretto a squadre.

## Palmarès
In carriera ha conseguito i seguenti risultati:
- Giochi olimpici:

Londra 2012: bronzo nel fioretto a squadre.
- Mondiali di scherma

Parigi 2010: bronzo nel fioretto a squadre.